# دهه ۴۹۰ (پیش از میلاد)
دهه ۴۹۰ (پیش از میلاد) ۴۹مین دهه قبل از مبدا شروع تقویم میلادی است.